# Tripsină

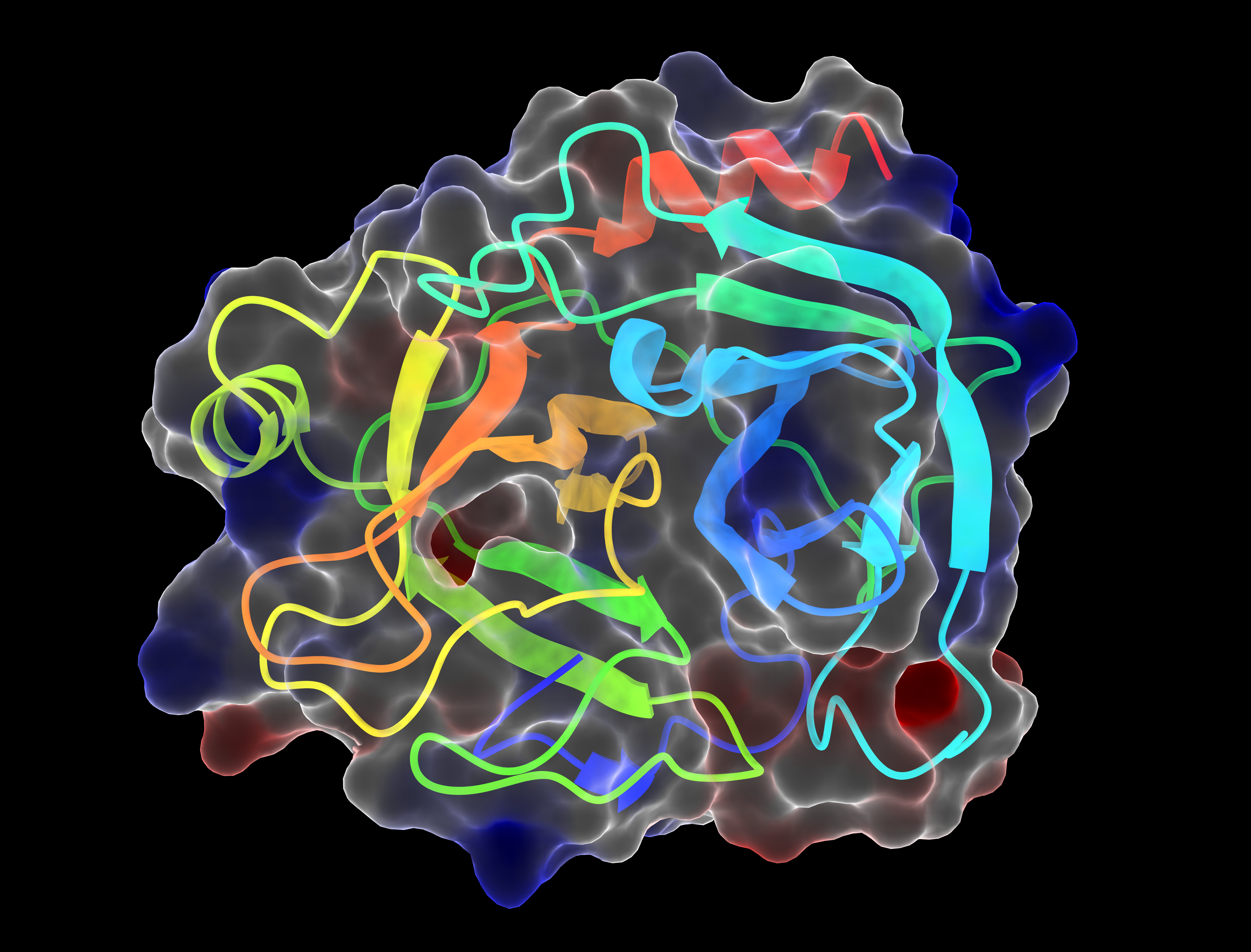
Structura tridimensională

Tripsina este o enzime din clasa hidrolazelor care pornește procesul de digestie a proteinelor, inducând desfacerea catenelor polipeptidice la aminoacizi mai mici. Este un exemplu de serin protează din superfamilia PA, fiind regăsită în sistemul digestiv al multor vertebrate, cu rolul hidrolizei proteinelor.
Se formează în intestinul subțire dintr-o proenzimă, denumită tripsinogen, care e produsă de pancreas, și care se activează la tripsină. Tripsina taie catenele peptidice majoritar la nivelul capetelor carboxil-terminale, când acestea sunt reprezentate de lizină sau arginină. Prezintă și utilitate mare în biotehnologie, și se poate aplica și procesul de proteoliză cu tripsină sau tripsinizare. A fost descoperită în anul 1876 de către Wilhelm Kühne.